# Кортадо
Кортадо — напиток на основе кофе и молока. Готовится из эспрессо, с последующим добавлением горячего молока, в пропорциях 1:1. Подаётся в стеклянной посуде объёмом 150—200 мл. Есть также рецепты с добавлением сгущённого молока или добавлением сгущённого молока и взбитых сливок.
Этот напиток популярен в Испании и Португалии, а также всей Латинской Америке, где его пьют во второй половине дня. В Каталонии известен как «Тайат», в Басконии его называют «Эбаки», «Пинго» или «Гарото» в Португалии. На Кубе он известен как «Кортадито».

## Подобные напитки
Кортадо следует отличать от итальянского макиато, которые традиционно готовится с небольшим количеством вспененного молока, но в Америке при приготовлении маккиато часто используют пропорции 1:1, он отличается от кортадо в первую очередь большим количеством пены. В Португалии есть популярный напиток, который называется галлон, в его приготовлении используется эспрессо и молоко в пропорциях 1:3, но в остальном он похож на кортадо.